# Sydney Cole
Sydney Cole (Tampa, Florida; 2 de noviembre de 1995) es una actriz pornográfica y modelo erótica estadounidense.

## Biografía
Nació en Tampa, estado de Florida, en noviembre de 1995, en el seno de una familia de ascendencia irlandesa. Debutó como actriz pornográfica en 2014, poco después de cumplir los 19 años, después de ser descubierta por una agencia de modelaje.
Como actriz, ha grabado para productoras como Bangbros, Vixen, Blacked, Hustler, Evil Angel, New Sensations, Girlfriends Films, Lethal Hardcore, Naughty America, Mofos, Brazzers, Reality Kings, Jules Jordan Video o Kink.com, entre otras.
En 2017 recibió sus dos primeras nominaciones en los Premios AVN en las categorías de Mejor escena de sexo en grupo por Interracial Orgies y a la Mejor escena de sexo en realidad virtual por Sorority Sex Party Experience.
En 2018 obtuvo otra nominación en los Premios AVN en la categoría de Mejor escena de trío M-H-M por No Strings Attached Threesome, junto a Anya Olsen y Mick Blue.
Ha aparecido en más de 370 películas como actriz.
Algunas películas suyas son Barely Legal 151, Deadly Rain, Fucking Teens, Girls Play, Horny Young Sluts, I Screw Girls, Manhandled 10, Nice Girls Swallow 3, Pure 6, Real Slut Party 25, Stalked, o Taking Turns.

## Premios y nominaciones
| Año  | Ceremonia                   | Resultado | Premio                                   | Trabajo                       |
| ---- | --------------------------- | --------- | ---------------------------------------- | ----------------------------- |
| 2017 | Premios AVN                 | Nominada  | Mejor escena de sexo en grupo            | Interracial Orgies            |
| 2017 | Premios AVN                 | Nominada  | Mejor escena de sexo en realidad virtual | Sorority Sex Party Experience |
| 2017 | Premios AVN                 | Nominada  | Premio fan: Culo más épico               | —                             |
| 2017 | Spank Bank Awards           | Nominada  | Born To Hand Job                         | —                             |
| 2017 | Spank Bank Awards           | Nominada  | Fun Sized Fuck Toy                       | —                             |
| 2017 | Spank Bank Awards           | Nominada  | Porn's Next Superstar                    | —                             |
| 2017 | Spank Bank Awards           | Nominada  | Prettiest Girl In Porn                   | —                             |
| 2017 | Spank Bank Technical Awards | Ganadora  | World's Finest Yoga Pants Aficionado     | —                             |
| 2018 | Premios AVN                 | Nominada  | Mejor escena de trío M-H-M               | No Strings Attached Threesome |
| 2018 | Spank Bank Awards           | Nominada  | Best Smile                               | —                             |
| 2018 | Spank Bank Awards           | Nominada  | Fun Sized                                | —                             |
| 2018 | Spank Bank Awards           | Nominada  | Porn's 'It' Girl                         | —                             |
| 2018 | Spank Bank Awards           | Nominada  | Prettiest Girl In Porn                   | —                             |
| 2018 | Spank Bank Awards           | Nominada  | Threesome Savant of the Year             | —                             |
| 2019 | Premios AVN                 | Nominada  | Mejor actuación solo / tease             | I Screw Girls                 |
| 2019 | Premios AVN                 | Nominada  | Mejor escena de sexo lésbico             | I Screw Girls                 |
| 2019 | Premios AVN                 | Nominada  | Premio fan: Estrella mediática           | —                             |
| 2019 | Spank Bank Awards           | Nominada  | Best Piercing                            | —                             |
| 2019 | Spank Bank Awards           | Nominada  | Naughty Babysitter of the Year           | —                             |